# Cheshmeh Derāz
Cheshmeh Derāz (persiska: چشمه دراز, كانی دِراز, چَشمِه دِراز) är en ort i Iran.   Den ligger i provinsen Kurdistan, i den nordvästra delen av landet, 400 km väster om huvudstaden Teheran. Cheshmeh Derāz ligger 2 075 meter över havet och antalet invånare är 134.
Terrängen runt Cheshmeh Derāz är platt åt nordost, men åt sydväst är den kuperad. Cheshmeh Derāz ligger uppe på en höjd.Runt Cheshmeh Derāz är det ganska tätbefolkat, med 58 invånare per kvadratkilometer. Närmaste större samhälle är Mīrakī, 17,1 km sydväst om Cheshmeh Derāz. Trakten runt Cheshmeh Derāz består i huvudsak av gräsmarker.